# Triodia vella
Triodia vella är en gräsart som beskrevs av Michael Lazarides. Triodia vella ingår i släktet Triodia och familjen gräs. Inga underarter finns listade i Catalogue of Life.